# Ponte Preta Amor Maior
Torcida Jovem Amor Maior ou GRES Ponte Preta Amor Maior, conhecida popularmente como Torcida Jovem, fundada em 23 de março de 1969 é a maior Torcida Organizada da Ponte Preta e uma das maiores torcidas do Interior do Brasil. Também é escola de samba desde 13 de janeiro de 1999.
É portanto, a primeira "Torcida Jovem" do Estado de São Paulo e a 2ª com este nome no Brasil. Possui uma sede social localizada na cidade de Campinas e uma loja no centro da cidade.

## História

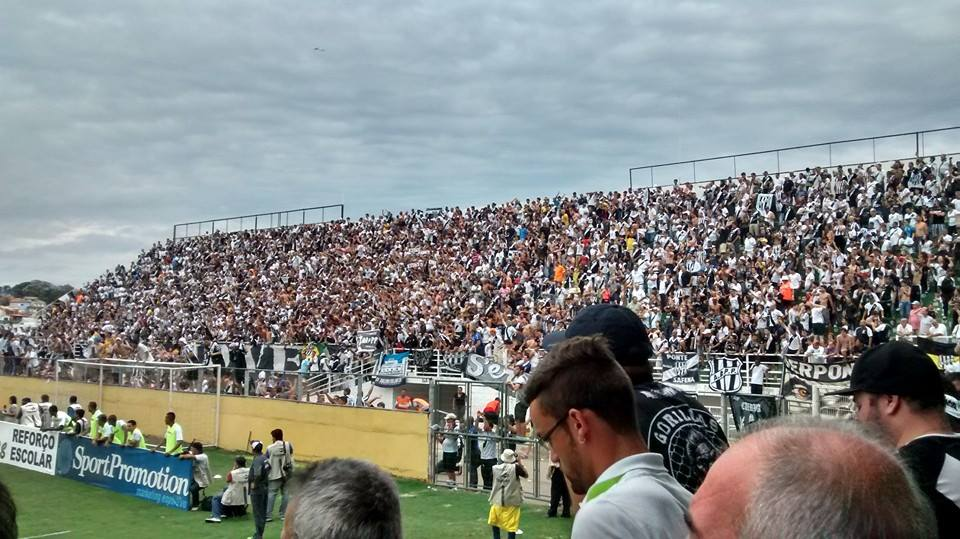
Torcida da Ponte em grande número na cidade de Bragança Paulista, em partida que garantiu o acesso a primeira divisão do Campeonato Brasileiro, no ano de 2014 após vitória por 2 a 0 contra o Bragantino.

Um grupo de jovens torcedores apaixonados pela Associação Atlética Ponte Preta, estudantes da Escola Estadual Professor Villagelin Neto no bairro Proença em Campinas-SP, decidiram se juntar nos jogos para apoiar a Ponte Preta, esse grupo de adolescentes comandado por Maurício Lombardi, Sidnei Antônio Verginelli, Amauri António zini e Pedro Bonfilho Zini Neto, formaram um grupo com cerca de 60 pessoas e se encontravam em frente ao Estádio Moisés Lucarelli, no conhecido Bar do Nico, um ponto de encontro para os ponte-pretanos assistirem aos jogos e conversarem os assuntos em comum da nega-véia. Ao fim do 1º semestre, quando a A.A.P.P. estava disputando o quadrangular final de acesso a 1ª Divisão e conquistou o título, este grupo cresceu muito, começando a fazer camisetas personalizadas e também eram utilizados lençóis de suas residências para a confecção de faixas e bandeiras fabricadas pelos próprios integrantes.  No 2º semestre, com um grande número de integrantes iniciou-se uma discussão a respeito do nome da Força Jovem, e com este debate ficou decidido pelo consenso entre a maioria que o nome seria mudado para Torcida Jovem, sendo assim a 1ª Torcida Jovem do Estado de São Paulo.  Em janeiro do ano seguinte, houve uma reunião para a organização geral da torcida, com eleição de cargos de confiança e apresentação da primeira ata. Foram eleitos:
- 1º Presidente: Sidnei Antônio Verginelli
- Vice-presidente: Maurício Lombardi
- Secretário: Pedro Bonfilho Zini Neto
- Tesoureiro: Laércio Ferreira de Freitas.

Esta nobre diretoria organizou também o cadastramento dos associados que iniciou com a 1º ficha de sócio com Ana Custódio (Nininha), conhecida como "Donana", e sabe-se que após 30 dias eram mais de 400 associados já cadastrados.  A diretoria executiva da A.A.P.P., tendo o seu presidente o Sr. Sérgio Abdalla, deu total apoio à Torcida Jovem, que daí em diante, passou a ser um verdadeiro patrimônio da A.A.P.P, seus associados também começaram a fazer parte do quadro do Conselho deliberativo da A.A.P.P, e com isso participantes ativos da vida política da nossa Associação Veterana.

### Década de 70 - Glórias dentro e fora de campo
Se dentro de campo a Ponte Preta viveu uma de suas melhores épocas, revelando grandes craques ao futebol brasileiro e sendo vice-campeã Paulista da 1ª divisão em 1977 e 1979, fora de campo se fortalecia ainda mais com a sua enorme torcida, maioria absoluta na cidade, invadindo todos estádios da Capital e do Interior a torcida ponte-pretana se consolidou nesta década como uma torcida apaixonada e fanática.  O então presidente da diretoria da A.A.P.P., Sr. Lauro Moraes Filho, autorizou a utilização de uma sala nas dependências do Estádio Moisés Lucarelli, para sede da Torcida Jovem constatando em ata oficial do conselho deliberativo, realizavam-se todas as semanas a famosa Boate Jovem no Salão Nobre do Estádio Moisés Lucarelli, onde foram formados diversos casais ponte-pretanos que até hoje lembram com carinho dessa época.  A Federação Paulista de Futebol organizou um concurso de torcidas organizadas, no qual as mesmas deveriam ser registradas em cartório com o número de CGC. A partir daí, a Torcida Jovem foi registrada oficialmente nos órgãos políticos e este concurso obteve inscrição de 12 torcidas organizadas no Estado. Ainda nesta década, a empresa Coca-Cola fez uma promoção de recolhimento de tampinhas, onde a torcida recebia em troca bandeiras com escudo da A.A.P.P. confeccionadas em tecido. A Torcida Jovem, recebeu um total de 50 bandeiras, destacando-se na promoção.  A Rádio Educadora de Campinas promoveu de 1977 ao fim da década, uma gincana entra torcidas realizada nos "Dérbis" e a Torcida Jovem, sagrou Tricampeã. O extinto Jornal Hoje, também lançou um concurso, para eleger o torcedor símbolo dos clubes da cidade, a Torcida Jovem lançou a candidatura de Donana, a 1ª sócia da torcida, e que foi eleita por unanimidade pela coletividade ponte-pretana, Donana carrega nosso respeito eterno pela sua contribuição e amor a Ponte e a Torcida Jovem.  Este final de década também foi marcado para a torcida, com a criação de uma facção feminina, exclusiva no país até o momento, denominada "Ponteras", comandada por Luiza, Dalva e Dulce.  O compositor Sr. Renato Silva ‘’in memoriam’’, homenageou a Ponte Preta em um hino especialmente elaborado para a Torcida Jovem, este hino ganhou força nas arquibancadas dos estádios onde a A.A.P.P. realizava suas partidas, e sempre com a presença da Torcida que cantava o hino com todo fervor. Com isso, o então presidente Sr. Lauro Moraes Filho, solicitou formalmente à Torcida Jovem em 1979, que o hino passasse a ser oficial da A.A.P.P., o qual é até os dias de hoje.

### Década de 80 - Superação e Amor a Ponte Preta
No início da década, a Torcida Jovem sofreu com vários danos (particulares e políticos), e por pouco não acarretou em sua extinção, porém, alguns integrantes tiveram um trabalho imenso e não deixaram que essa enorme e fanática torcida acabasse. Louvor aos senhores e senhoras: Beira, Marcão, Laércio, Maurício, Aderbal, Carlos Alberto, Xandão, Clayr, Donana, Dalva, Luiza, Vani, Luisinho etc.  Em 1987, muito bem estruturada, a Torcida Jovem volta com força total para exercer suas funções políticas e as festas nas arquibancadas, a torcida confecciona a Maior Bandeira de uma Torcida Organizada do país na época, medindo 30x30 metros quadrados, um pioneirismo, mais uma vez copiado pelas demais torcidas organizadas.  Em 1989, a Torcida Jovem, junto com conselheiros e empresários tomaram a frente Ponte-pretana, visando levar a A.A.P.P. de volta a 1º divisão, levando a grande massa ponte-pretana em todos os jogos do campeonato com média de 1.000 torcedores nas partidas fora da cidade, as invasões durante este ano ficaram famosas pelo interior de São Paulo e com destaque da grande mídia da Capital.  No 2º semestre de 1989, após o acesso no Paulistão, a A.A.P.P. disputa o Campeonato Brasileiro da 2º divisão e a Torcida Jovem não mediu esforços para acompanhar seu clube, e mesmo com 2 partidas a menos que o Náutico e com 1 saldo de gols a menos apenas, não consegue subir e a decisão vai parar no Tribunal da CBF. A Torcida Jovem se faz presente ao julgamento reivindicando os direitos da A.A.P.P.

### 1990 a 1996 - Má gestão do futebol não afeta a torcida
Mesmo após o acesso de 1989, a Ponte Preta não consegue se firmar na 1ª divisão e vê até seu patrimônio ameaçado com inúmeras dívidas feitas pelos péssimos gestores que passaram neste período, a Torcida Jovem continua com o seu Amor Maior à gloriosa A.A.P.P., participando de vários processos políticos no clube, enfrentando de forma corajosa uma das piores fases da Ponte Preta, nunca deixando de comparecer aos jogos e sempre buscando através de seus integrantes melhorias para a Ponte Preta.Finalmente em 1996, um novo presidente assume a Ponte Preta, Sérgio Carnielli, que com um projeto de resgate das raízes e de organização financeira começa a reerguer a equipe mais antiga do Brasil.

### 1997 - Um marco de mudança e crescimento
A Torcida Jovem teve presença marcante no Campeonato Brasileiro da 2º divisão de 97, acompanhando todos os jogos que foram realizados não temendo distâncias, sempre levando o incentivo a Ponte Preta, que após 11 anos de espera voltou à elite do futebol brasileiro, com uma campanha maravilhosa, tendo média de público nos jogos em casa de 11 mil pessoas, superando neste mesmo ano as médias dos 4 clubes considerados "grandes" da capital. Em 1999, a Torcida Jovem se consolida novamente como a Maior Torcida Organizada da Ponte Preta, neste mesmo ano a Ponte Preta obtém o acesso a 1ª divisão do Campeonato Paulista.

### 2000 - O novo milênio para a TJP
A Torcida Jovem é considerada a "Maior Torcida Organizada do Interior do Brasil", pesquisas revelam a maioria da torcida ponte-pretana na cidade e na região metropolitana, e dentro de campo a Ponte Preta é eleita a melhor equipe do Interior de São Paulo em 2000 ganhando o troféu Brasil 500 anos da FPF e Rei do Interior, compartilhado com toda a nação ponte-pretana. Em 2008 a Ponte chega à final do Paulistão e pela 5ª vez é vice-campeã, a torcida ponte-pretana é homenageada pela FPF com o título de maior torcida do interior, com média de 9 mil pessoas por jogo e recebe um prêmio em dinheiro entregue a diretoria da Ponte Preta.  O novo milênio é marcado pela organização da Torcida Jovem e também pelo Título do Interior da FPF em 2009, a imprensa da capital se rende a maior torcida do interior do Brasil, com uma invasão à Barueri, os dois mil ponte-pretanos que lá estiveram consolidaram a força da torcida ponte-pretana, não deixando dúvidas de quem é a maior torcida do interior do Brasil. O ano de 2009 também foi marcado pela grande festa da Torcida Jovem, pelos seus 40 anos de existência, com a presença da sambista Leci Brandão entre outros artistas, toda coletividade recebeu uma grande festa para homenagear esta data tão importante e que ficou marcada na história.

## Carnaval
Foi a terceira colocada em 2008, 2009, 2010  e 2011.

Em 2015 foi a Campeã do Grupo de Acesso com o tema “Mar...A fonte da vida, o alimento, o mistério e o fascínio”, recebeu uma premiação de 8 mil reais e garantiu lugar no Grupo Especial em 2016.
Tem como principal influência a Torcida Jovem Amor Maior, maior torcida organizada da Associação Atlética Ponte Preta e uma das maiores do interior do Brasil. O presidente da escola é Paulo Roberto Maguila.
| Ano                          | Colocação                          | Grupo           | Enredo                                                                                   | Ref.          |
| ---------------------------- | ---------------------------------- | --------------- | ---------------------------------------------------------------------------------------- | ------------- |
| 2008                         | 3º lugar                           | Especial        | A Lenda de Tainakã                                                                       | [ 9 ]         |
| 2009                         | 3º lugar                           | Especial        | Os Sete Pecados Capitais nos Dias Atuais                                                 | [ 10 ]        |
| 2010                         | 3º lugar                           | Especial        | Uma viagem a terra do sol, De Cabra da Peste e a nação do Nordeste - Folclore Nordestino | [ 11 ]        |
| 2011                         | 3º lugar                           | Especial        | Água: a essência de nossas vidas                                                         | [ 12 ] [ 13 ] |
| Em 2012 não ocorreu desfile. |                                    |                 |                                                                                          |               |
| 2013                         | Ocorreram desfiles sem competição. | Especial        | Eu sou o vinho, estou aqui para festejar                                                 | [ 15 ] [ 16 ] |
| 2014                         | 7° lugar                           | Especial        | A democracia racial nos trilhos da profissionalização do futebol campineiro              | [ 17 ]        |
| 2015                         | Campeã                             | Grupo de Acesso | Mar... A fonte da vida, o alimento, o mistério e o fascínio                              | [ 18 ]        |

## Ligações Externas
- Facebook Oficial da Torcida
- Facebook Oficial da Escola de Samba
- Site Oficial da Ponte Preta